# Skate America 2002
Navigation
Édition précédente Édition suivante
Le Skate America est une compétition internationale de patinage artistique qui se déroule aux États-Unis au cours de l'automne. Il accueille des patineurs amateurs de niveau senior dans quatre catégories: simple messieurs, simple dames, couple artistique et danse sur glace.
Le vingt-et-unième Skate America est organisé du 23 au 27 octobre 2002 à la Veterans Memorial Arena de Spokane dans l'État de Washington. Il est la première compétition du Grand Prix ISU senior de la saison 2002/2003.

## Résultats

### Messieurs
| Rang    | Nom                 | Pays        | Points | Prog. court | Prog. libre |
| ------- | ------------------- | ----------- | ------ | ----------- | ----------- |
| 1       | Brian Joubert       | France      | 2.0    | 2           | 1           |
| 2       | Aleksandr Abt       | Russie      | 3.5    | 3           | 2           |
| 3       | Matthew Savoie      | États-Unis  | 6.0    | 6           | 3           |
| 4       | Zhang Min           | Chine       | 6.0    | 4           | 4           |
| 5       | Michael Weiss       | États-Unis  | 8.5    | 5           | 6           |
| 6       | Emanuel Sandhu      | Canada      | 9.5    | 9           | 5           |
| 7       | Vakhtang Murvanidze | Géorgie     | 12.0   | 10          | 7           |
| 8       | Derrick Delmore     | États-Unis  | 12.0   | 8           | 8           |
| 9       | Sergei Davydov      | Biélorussie | 12.5   | 7           | 9           |
| 10      | Kensuke Nakaniwa    | Japon       | 15.5   | 11          | 10          |
| Abandon | Aleksey Yagudin     | Russie      |        | 1           |             |

### Dames
| Rang | Nom                   | Pays       | Points | Prog. court | Prog. libre |
| ---- | --------------------- | ---------- | ------ | ----------- | ----------- |
| 1    | Michelle Kwan         | États-Unis | 1.5    | 1           | 1           |
| 2    | Ann Patrice McDonough | États-Unis | 5.0    | 6           | 2           |
| 3    | Elena Liashenko       | Ukraine    | 5.0    | 4           | 3           |
| 4    | Jennifer Kirk         | États-Unis | 6.0    | 2           | 5           |
| 5    | Ludmila Nelidina      | Russie     | 6.5    | 5           | 4           |
| 6    | Viktoria Volchkova    | Russie     | 8.5    | 3           | 7           |
| 7    | Yukari Nakano         | Japon      | 10.0   | 8           | 6           |
| 8    | Júlia Sebestyén       | Hongrie    | 12.5   | 7           | 9           |
| 9    | Miriam Manzano        | Australie  | 13.0   | 10          | 8           |
| 10   | Annie Bellemare       | Canada     | 14.5   | 9           | 10          |
| 11   | Zuzana Babiaková      | Slovaquie  | 17.0   | 12          | 11          |
| 12   | Elina Kettunen        | Finlande   | 17.5   | 11          | 12          |

### Couples
| Rang | Nom                                   | Pays       | Points | Prog. court | Prog. libre |
| ---- | ------------------------------------- | ---------- | ------ | ----------- | ----------- |
| 1    | Tatiana Totmianina / Maksim Marinin   | Russie     | 1.5    | 1           | 1           |
| 2    | Anabelle Langlois / Patrice Archetto  | Canada     | 3.5    | 3           | 2           |
| 3    | Pang Qing / Tong Jian                 | Chine      | 4.0    | 2           | 3           |
| 4    | Zhang Dan / Zhang Hao                 | Chine      | 6.0    | 4           | 4           |
| 5    | Yuko Kavaguti / Alexander Markuntsov  | Japon      | 7.5    | 5           | 5           |
| 6    | Tiffany Scott / Philip Dulebohn       | États-Unis | 9.0    | 6           | 6           |
| 7    | Kathryn Orscher / Garrett Lucash      | États-Unis | 10.5   | 7           | 7           |
| 8    | Tatiana Chuvaeva / Dmitri Palamarchuk | Ukraine    | 12.0   | 8           | 8           |
| 9    | Kristen Roth / Michael McPherson      | États-Unis | 13.5   | 9           | 9           |

### Danse sur glace
| Rang | Nom                               | Pays        | Points | Danse imposée | Danse originale | Danse libre |
| ---- | --------------------------------- | ----------- | ------ | ------------- | --------------- | ----------- |
| 1    | Olena Hrushyna / Ruslan Honcharov | Ukraine     | 2.0    | 1             | 1               | 1           |
| 2    | Tatiana Navka / Roman Kostomarov  | Russie      | 4.0    | 2             | 2               | 2           |
| 3    | Tanith Belbin / Benjamin Agosto   | États-Unis  | 6.0    | 3             | 3               | 3           |
| 4    | Galit Chait / Sergei Sakhnovski   | Israël      | 8.0    | 4             | 4               | 4           |
| 5    | Melissa Gregory / Denis Petukhov  | États-Unis  | 10.0   | 5             | 5               | 5           |
| 6    | Kristin Fraser / Igor Lukanin     | Azerbaïdjan | 12.0   | 6             | 6               | 6           |
| 7    | Emilie Nussear / Mathew Gates     | États-Unis  | 14.0   | 7             | 7               | 7           |
| 8    | Nozomi Watanabe / Akiyuki Kido    | Japon       | 16.0   | 8             | 8               | 8           |
| 9    | Josée Piché / Pascal Denis        | Canada      | 18.0   | 9             | 9               | 9           |

## Sources
- (en) Résultats du Skate America 2002 sur le site de l'International Skating Union
- (en) Résultats du Skate America 2002
- Résultats du Skate America 2002